# Luzula peruviana
Luzula peruviana är en tågväxtart som beskrevs av Nicaise Auguste Desvaux. Luzula peruviana ingår i Frylesläktet som ingår i familjen tågväxter. Inga underarter finns listade i Catalogue of Life.